# 고등어족
고등어족은 고등어과 어류 분류군의 하나이다.

## 하위 분류
- 고등어속
  - 망치고등어
  - 참고등어
  - 대서양고등어
  - 대서양처브고등어

- 줄무늬고등어속
  - 줄무늬고등어